# Feuersturm

Prinzip des Feuersturms: Das Feuer (1) erzeugt heiße Luft (2), die von umgebender kälterer und damit dichterer Luft (3) aufgrund deren größeren hydrostatischen Druckes nach oben aufgetrieben wird.

Als Feuersturm bezeichnet man die heftige bodennahe Luftbewegung, die bei großen Flächenbränden mit starker Hitzeentwicklung entsteht. Heiße Luft und Rauchgase haben eine geringere Dichte als die umgebende kältere Luft. Dies bedeutet, dass der hydrostatische Druck aus dem Gleichgewicht gerät und die umgebende dichtere und damit schwerere Kaltluft die leichtere heiße Luft über dem Brandherd nach oben verdrängt. Dabei facht die zuströmende Frischluft das Feuer weiter an, wird selbst erhitzt und von weiterhin nachströmender Umgebungsluft in immer größere Höhen aufgetrieben. Dies lässt den hydrostatischen Druck der Luftsäulen immer ungleicher werden, so dass die Ausgleichsströmung am Boden immer heftiger wird und sich zu einem regelrechten Sturm bis hin zum Orkan entwickelt. Wenn irgendwann das brennbare Material zur Neige geht, ebbt die druckausgleichende Luftströmung ab und kommt zum Stillstand, sobald sich die Dichte der Luftsäulen wieder angeglichen hat.

## Beschreibung
Begünstigt werden Feuerstürme durch talkesselförmiges Gelände sowie durch eine fächerförmige Anlage der Initialbrände, wobei die Spitze des Fächers in die Richtung zeigt, aus der der Wind kommt.
Ein Feuersturm kann nur entstehen, nachdem sich ein großflächiger, zusammenhängender Brandherd gebildet hat, z. B. durch das Zusammenwachsen einzelner kleiner Brände, bei großen Waldbränden oder Bränden ganzer Stadtviertel und Städte. So führten etwa einige Flächenbombardements im Luftkrieg des Zweiten Weltkriegs zu Feuerstürmen. Durch kombinierten Abwurf von Sprengbomben und Brandbomben wurden die Dächer der Gebäude abgedeckt, so dass die Brandbomben hölzerne Bauteile im Inneren entzünden konnten. Durch die Zerstörung von Fensterscheiben gelangte zusätzlich Luft an die Brandstellen und ermöglichte die rasche Ausbreitung des Feuers, insbesondere bei enger, verwinkelter und zu großen Teilen aus Holz bestehender Altstadtbebauung. Gleichzeitig erschwerten die Zerstörungen durch die Sprengbomben das Vorwärtskommen der Rettungskräfte in den durch Trümmer blockierten Straßen, hinzu kam die Zerstörung von Leitungen und damit der Zusammenbruch der (Lösch-)Wasserversorgung.
Um die Wirkung von Brandbomben auf für Deutschland typische innerstädtische Bauweisen zu optimieren, wurden 1943 Nachbauten deutscher Mietskasernen auf dem Dugway Proving Ground errichtet („Deutsches Dorf“). Als kritische Mindestwerte für die Entstehung eines Feuersturmes werden 39 Kilogramm brennbare Substanz pro Quadratmeter (8 pounds per square foot) und eine Fläche von ca. 1,3 Quadratkilometern (0,5 square miles) genannt.
Nach atomaren Explosionen wie dem Atombombenabwurf auf Hiroshima sowie oberirdischen Kernwaffentests wurden ebenfalls Feuerstürme beobachtet.
Ein großer Feuersturm kann auch in Rotation geraten und dann einen Wirbelsturm bilden. Feuerstürme gelten allgemein als nicht aktiv löschbar. Sie enden meist erst, wenn das zur Verfügung stehende brennbare Material aufgebraucht ist.
Das meteorologische Umfeld kann ihre Entstehung begünstigen, z. B. war es vor dem Feuersturm in Hamburg im Sommer 1943 besonders heiß und trocken.
Schwere Bombardements von Städten müssen nicht notwendigerweise einen Feuersturm erzeugen, dies zeigen die Beispiele von Berlin, München und Nagoya: Auch auf längere Zeit verteilte Angriffe konnten keinen Rückkoppelungseffekt erzeugen; speziell dann nicht, wenn genügend Löschkapazitäten vor Ort vorhanden waren und die Bebauung nicht dicht genug war.

## Beispiele

### Konventionelle Brände
Bekannte historische Feuerstürme sind der
- Stadtbrand von London im Jahr 1666.
- Hamburger Brand im Jahr 1842.
- Stadtbrand von Chicago sowie der Feuersturm von Peshtigo (Wisconsin, USA), im Jahr 1871.
- Kantō-Erdbeben im Jahr 1923[3] 140.000 Tote.
- Waldbrände in Südkalifornien im Januar 2025

### Bombenangriffe im Zweiten Weltkrieg

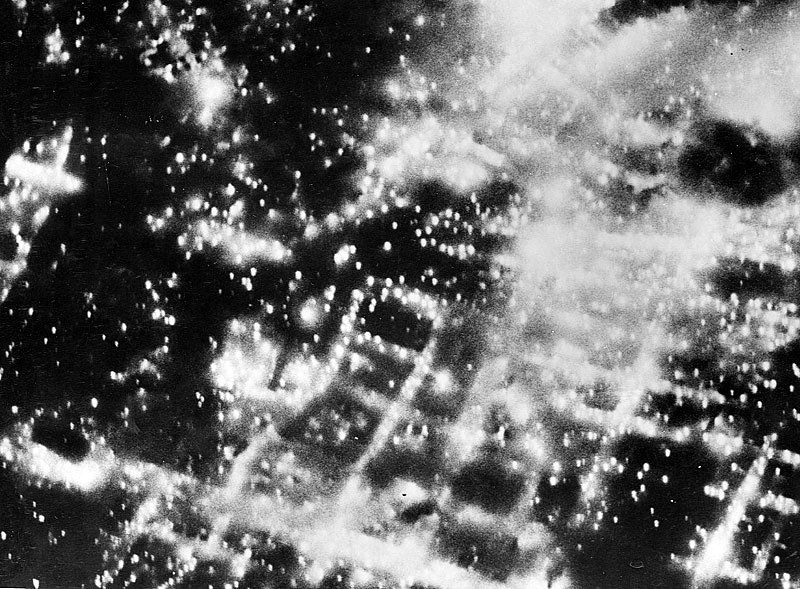
Das brennende Braunschweig in der Nacht des 15. Oktober 1944

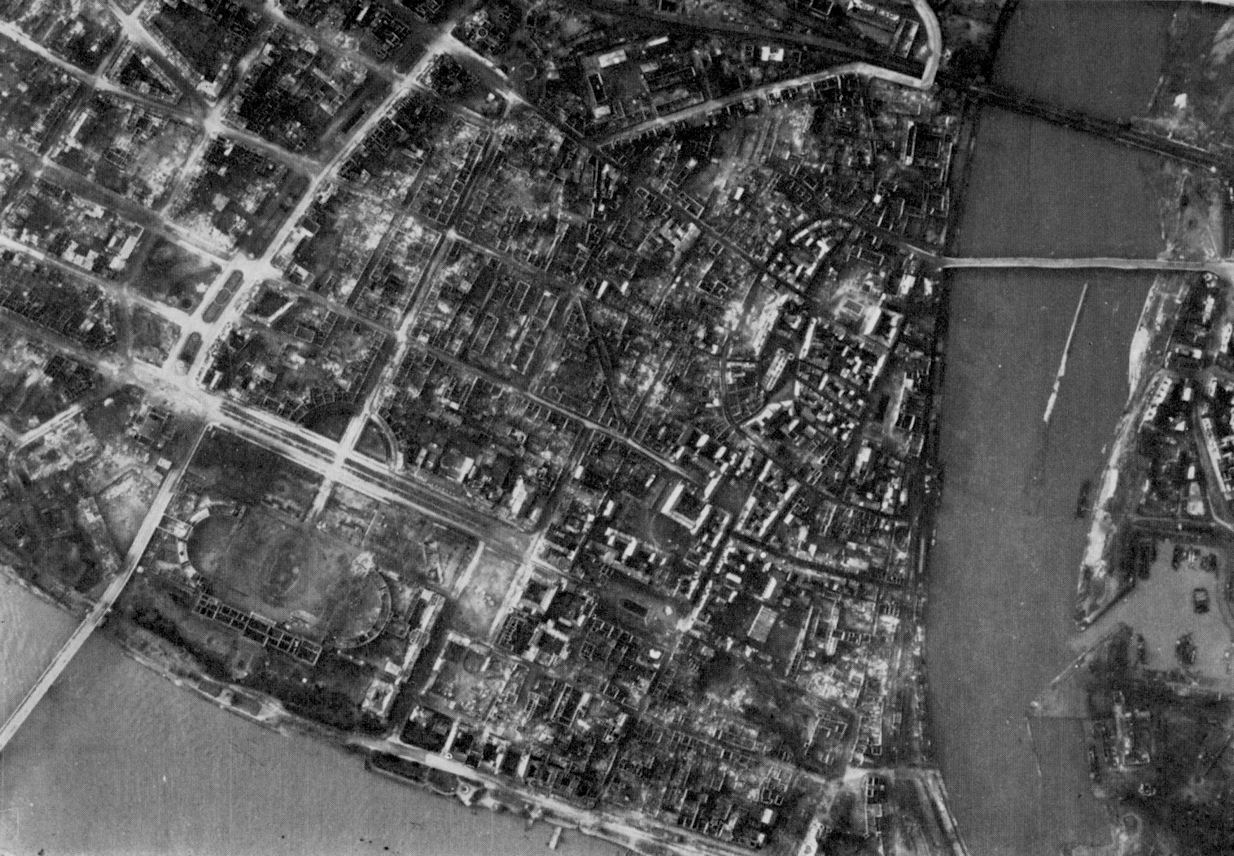
Britisches Luftbild der Koblenzer Altstadt nach dem Luftangriff vom 6. November 1944. Links unten der Rhein mit der Pfaffendorfer Brücke und das ausgebrannte Kurfürstliche Schloss

Im Zweiten Weltkrieg gab es eine Vielzahl von durch Flächenbombardements herbeigeführten Feuerstürmen als Teil des Luftkriegs, zum Beispiel (alphabetisch):
- in Braunschweig nach dem Luftangriff am 14./15. Oktober 1944
- in Darmstadt nach dem Luftangriff am 11./12. September 1944
- in Dresden nach den Luftangriffen am 13. Februar 1945
- in Düren nach dem Luftangriff am 16. November 1944
- in Düsseldorf nach dem Luftangriff am 12. Juni 1943
- in Frankfurt am Main nach den Luftangriffen am 22./23. März 1944
- in Halberstadt nach dem Angriff vom 8. April 1945
- in Hamburg nach den Luftangriffen am 27./28. Juli 1943
- in Hanau nach dem Luftangriff am 19. März 1945
- in Heilbronn nach dem Luftangriff am 4. Dezember 1944
- in Hildesheim nach dem Luftangriff am 22. März 1945
- in Kaiserslautern nach dem Luftangriff vom 14. Juli 1944
- in Kassel nach dem Luftangriff am 22./23. Oktober 1943
- in Kōbe nach dem Luftangriff am 17. März 1945
- in Königsberg nach dem Luftangriff am 29./30. August 1944
- in Koblenz nach dem Luftangriff am 6. November 1944
- in Leipzig nach dem Luftangriff am 3./4. Dezember 1943
- in London nach dem Luftangriff vom 29./30. Dezember 1940
- in Lübeck nach dem Luftangriff vom 28./29 März 1942
- in Magdeburg nach dem Luftangriff am 16. Januar 1945
- in Mainz nach dem Luftangriff am 27. Februar 1945
- in Nagoya nach dem Luftangriff vom 16./17. Mai 1945
- in Pforzheim nach dem Luftangriff vom 23./24. Februar 1945
- in Remscheid nach dem Luftangriff vom 30./31. Juli 1943
- in Stuttgart nach dem Luftangriff vom 12./13. September 1944
- in Tokio nach dem US-amerikanischen Luftangriff vom 9. März 1945
- in Ulm nach dem Luftangriff am 17./18. Dezember 1944
- in Würzburg nach dem Luftangriff am 16. März 1945
- in Wuppertal nach den Luftangriffen am 29./30. Mai 1943 und am 24./25. Juni 1943

Ein nuklear erzeugter Feuersturm entstand am 6. August 1945 beim Atombombenabwurf auf Hiroshima.